# Pucallpa
Pucallpa – miasto we wschodnim Peru, na Nizinie Amazonki, na lewym brzegu rzeki Ukajali, ośrodek administracyjny regionu Ukajali. Około 300 tys. mieszkańców.
W tym mieście rozwinął się przemysł włókienniczy, odzieżowy oraz drzewny.